# Лінійні кораблі у Першій світовій війні

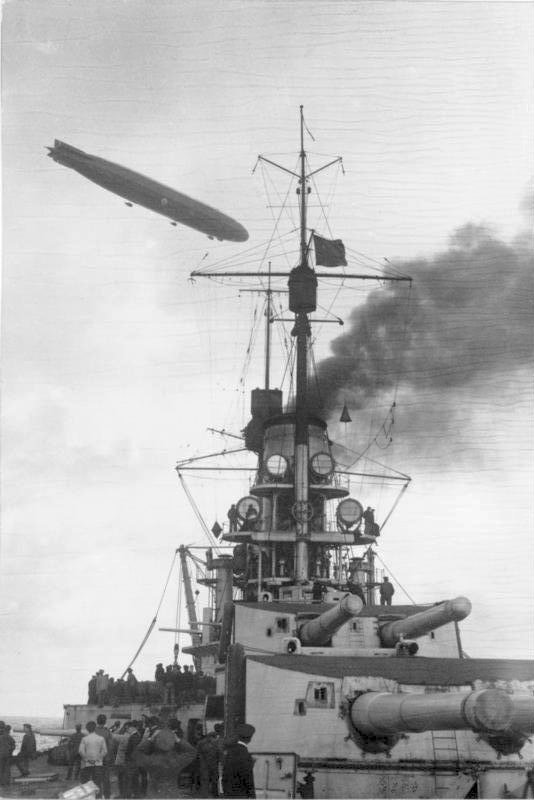
Німецький лінійний корабель SMS «Гроссер Курфюрст» під час операції «Альбіон» поблизу Моонзундських островів. На задньому плані в повітрі німецький цепелін. Жовтень 1917

Першій світовій війні передувала гонка морських озброєнь, головним складником якої було змагання між Британією та Німецькою імперією у кількості та технічних характеристиках дредноутів. Саме під час цього глобального конфлікту відбулось найбільше в історії зіткнення дредноутів - Ютландська битва.    
Водночас після 1916 року Центральні держави застосовували свої дредноути дуже обмежено, використовуючи стратегію  "fleet in beeng": ескадри лінійних кораблів уникали зіткнення з сильнішим противником, але створювали потенційну загрозу атаки, змушуючи його витрачати ресурси для гарантування свого панування на морі.   
У результаті бойових дій виявилась вразливість лінійних кораблів від нової, значно дешевшої зброї - підводних човнів та морських мін. Це призвело до значних змін при конструюванні лінкорів після завершення Першої світової війни.   

## Битви у Північному морі
Головним театром війни на морі у Першу Світову було Північне море, де протистояли британський Великий Флот та німецький Флот відкритого моря, головною ударною силою яких були ескадри дредноутів.     
Обидві сторони усвідомлювали, що перевага британців у кількості лінійних кораблів, найбільш вірогідним результатом прямого зіткнення флотів буде розгром німецького флоту. Аби уникнути цього, німці прагнули нав'язати вигідні для них умови битви: розбити Великий флот по частинах або провести вирішальну битву біля своїх берегів, де перевага британців у чисельності урівноважувалась би німецькими мінними полями та кращими умовами для застосування проти британських дредноутів міноносців та підводних човнів.      

## Застосування лінійних крейсерів
Лінійні крейсери - різновид дредноутів з високою швидкістю але менш надійним броньовим захистом, які з'явилися як кораблі, що виконували б функцію броненосних крейсерів, але більш ефективно. Ці кораблі, як і попереджали окремі військово-морські експерти до війни, були використані в ескадреному бою, де їх слабке бронювання зробило їх вразливими.  У Ютландській битві від артилерійського вогню противника вибухнули англійські лінійні крейсери «Інвінсбл», «Індефітабл» та «Куїн Мері».     
Водночас застосування лінійних крейсерів проти ворожих крейсерів на початку війни було цілком успішним. У Фолклендській битві 8 грудня 1914 року британська ескадра, головною силою якої були лінійні крейсери «Інфлексібл» та «Ідефатібл», розгромила німецьку крейсерську ескадру, не втративши жодного корабля. До того цю ж німецьку ескадру розшукував у Тихому океані австралійський лінійний крейсер «Австралія».

## Застосування броненосців

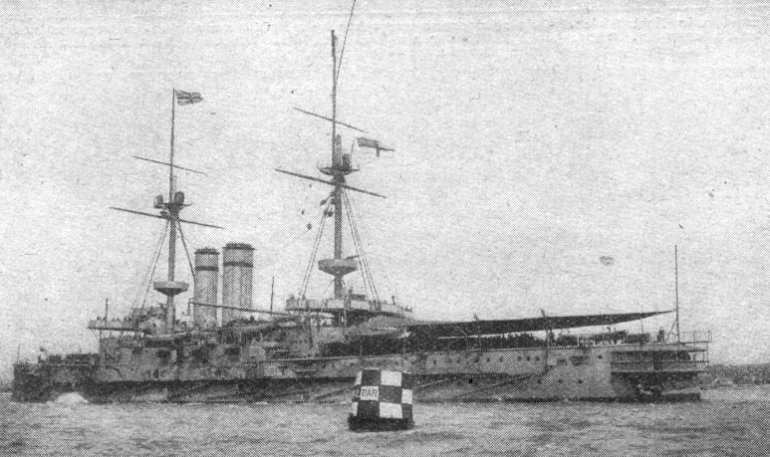
Британський броненосець "Голіаф" під час Першої Світової війни. Цей корабель потопив османський есмінець поблизу Дарданелл вночі 13 травня 1915 року.

Революційний конструкція основного корабля - "Дредноут" з'явився 1906, лише за вісім років до початку Першої світової війни. Новий корабель одразу перетворив попередні конструкції броненосців на морально застарілі. Тим не менш, враховуючи, що великі кораблі використовуються десятиліттями, значну кількість броненосців мали у своєму складі флоти всіх основних учасників конфлікту. 
Броненосці не могли на рівних протистояти дредноутам. Водночас вони залишалися досить потужними артилерійськими кораблями, які можна було направити для виконання менш важливих місій, або на віддалені театри бойових дій, де противник не мав дредноутів. Так, приміром, британський броненосець «Канопус» був направлений для охорони Фолклендських островів та супроводження конвоїв у Південній Атлантиці, а однотипний «Голіаф» прибув до дельти ріки Руфіджі у південно-східній Африці, де його безуспішно намагалися використати для знищення німецького легкого крейсера «Кеніґсберг», який там переховувався.  
Надто тихохідні для слідування з ескадрою броненосці використовувались для посилення берегової оборони.

### Чорне море
Бойові дії у Чорному морі продемонстрували перевагу дредноутів над броненосцями. Єдиний османський лінійний крейсер (з німецькою командою) «Гебен» у 1914 - першій половині 1915 року досить успішно протистояв п'яти броненосцям російського Чорноморського флоту, уникнувши поразки у боях з ними, зокрема у бою біля мису Сарич. Російський флот здобув панування на морі лише після отримання нового дредноута «Імператриця Марія».

## Нові загрози лінійним кораблям

### Підводні човни
Ефективність застосування підводних човнів проти великих кораблів стала певною несподіванкою для командування флотів і викликала до певної міри надмірну реакцію.  Старіші броненосці справді виявилися вразливими до їх атак. Сім британських і французьких броненосців було потоплено субмаринами, а один російський підірвався на встановленій підводним човном міні.  Натомість, хоча кілька дредноутів були пошкодженні торпедними атаками підводних човнів, жоден з них не був потоплений.

### Морські міни
Першим дредноутом, втраченим внаслідок дій противника, став британський «Одейшес», який у жовтні 1914 підірвався на міні, таємно встановленій німецьким мінним загороджувачем.
Ефективність прикритих береговою артилерією мінних загороджень продемонстрував успішний опір османських військ об'єднаній англо-французькій ескадрі у ході Дарданелльської операції. 18 березня 1915 мінами та артилерійським вогнем було потоплено три броненосці, ще три та лінійний крейсер «Інфлексібл» зазнали серйозних пошкоджень.